# Jonas Brothers American Club Tour
Jonas Brothers American Club Tour fue el segundo tour realizado por la banda Jonas Brothers en los EE. UU.. Para promocionar su álbum It's About Time, comenzando el 28 de enero de 2006 y finalizando luego de 28 shows el 3 de marzo de 2006 en Orlando, Florida.

## Fechas
| Día                   | Locación         | Lugar               |
| --------------------- | ---------------- | ------------------- |
| 28 de enero de 2006   | Sacramento, CA   | Underground Cafe    |
| 30 de enero de 2006   | Seattle, WA      | Crocodile           |
| 31 de enero de 2006   | Portland, OR     | Roseland Grill      |
| 2 de febrero de 2006  | Fort Collins, CO | The Starlight       |
| 3 de febrero de 2006  | Denver, CO       | Rock Island         |
| 4 de febrero de 2006  | Kansas City, MO  | Uptown Theater      |
| 5 de febrero de 2006  | Columbia, MO     | Mojo's              |
| 6 de febrero de 2006  | Minneapolis, MN  | 7th Street Entry    |
| 8 de febrero de 2006  | Chicago, IL      | Beat Kitchen        |
| 9 de febrero de 2006  | Indianapolis, IN | The Emerson Theater |
| 11 de febrero de 2006 | Columbus, OH     | The Basement        |
| 12 de febrero de 2006 | Buffalo, NY      | Town Ballroom       |
| 14 de febrero de 2006 | New York, NY     | Avalon              |
| 15 de febrero de 2006 | Boston, MA       | The Palladium       |
| 16 de febrero de 2006 | Providence, RI   | Living Room         |
| 17 de febrero de 2006 | Hartford, CT     | Webster Underground |
| 18 de febrero de 2006 | Washington D. C. | 9:30 Club           |
| 20 de febrero de 2006 | Philadelphia, PA | North Star          |
| 21 de febrero de 2006 | Wilkes Barre, PA | High School         |
| 23 de febrero de 2006 | Charlotte, NC    | Tremont             |
| 24 de febrero de 2006 | Norfolk, VA      | Norva Theatre       |
| 25 de febrero de 2006 | Charleston, SC   | Music Farm          |
| 27 de febrero de 2006 | Nashville, TN    | 3rd & Lindsley      |
| 28 de febrero de 2006 | Atlanta, GA      | Masquerade          |
| 1 de marzo de 2006    | Gainesville, FL  | Common Grounds      |
| 2 de marzo de 2006    | Tampa, FL        | State Theatre       |
| 3 de marzo de 2006    | Orlando, FL      | Back Booth          |